# Lekcjonarz 69
Lekcjonarz 69 (według numeracji Gregory-Aland), oznaczany przy pomocy siglum ℓ 69 – rękopis Nowego Testamentu pisany minuskułą na pergaminie w języku greckim z XII wieku. Służył do czytań liturgicznych.

## Opis rękopisu
Kodeks zawiera wybór lekcji z Ewangelii do czytań liturgicznych, na 257 pergaminowych kartach (30,7 cm na 23,3 cm). Lekcje pochodzą z Ewangelii Jana, Mateusza i Łukasza. Zawiera noty muzyczne (neumy).
Tekst rękopisu pisany jest dwoma kolumnami na stronę, 25 linijek w kolumnie. Pisany jest minuskułą.
Tekst Pericope adulterae zamieszczony został w skróconej formie (Jan 8,3-11). Z punktu widzenia krytyki tekstu reprezentuje bizantyńską tradycję tekstualną. Tekst jest standardowy, jednak z pewną liczbą błędów poprawionych przez późniejszego korektora.

## Historia
Paleograficznie datowany jest na wiek XII. Rękopis badał Scholz, który go dodał do listy rękopisów Nowego Testamentu. Badał go również i sporządził krótki jego opis Paul Martin.
Obecnie przechowywany jest we Francuskiej Bibliotece Narodowej w Paryżu, pod numerem katalogowym Gr. 256.
Jest rzadko cytowany w naukowych wydaniach greckiego Novum Testamentum Nestle-Alanda (UBS3). NA27 nie cytuje go.